# Clotilde García del Castillo
Clotilde García del Castillo (València, 5 de gener de 1865- Madrid, 5 de gener de 1929) va ser musa i dona de Joaquín Sorolla Bastida, així com creadora del Museu Sorolla.

## Biografia
Nascuda a la ciutat de València, filla d'Antonio García Peris, conegut fotògraf i pintor valencià, i de Clotilde del Castillo; tenia un germà (Juan Antonio) i quatre germanes.
Juan Antonio García del Castillo va estudiar a l'Escola de Belles arts de València al costat de Joaquín Sorolla, amb qui va entaular una estreta amistat.
Va ser aquesta amistat la que va fer que Clotilde García conegués des de molt jove a Joaquín Sorolla, qui, a més, va treballar per al pare d'ella en l'estudi de fotografia.
Clotilde García del Castillo es va casar amb Joaquín Sorolla el 8 de setembre de 1888, en la Parròquia de Sant Martí. Van fixar el seu domicili a Itàlia, en concret a la ciutat d'Assís.
Al seu retorn a Espanya van establir la seva residència a Madrid, a la Plaça del Progrés, amb la qual cosa es tractava de donar major projecció a la pintura de Sorolla.
El matrimoni no havia sofert cap separació fins a aquest moment, però en 1890 va néixer la seva primera filla, María Clotilde; i mentre passaven les festes nadalenques al costat de la família de Clotilde a València, la petita va caure malalta i Clotilde va romandre a casa dels seus pares, mentre el pintor tornava a Madrid.
El novembre de 1892 va néixer a València el segon fill del matrimoni, Joaquín. I novament el matrimoni es va tornar a separar, temporalment i per motius de treball de Sorolla. Així, entre els naixements i les freqüents malalties dels petits, Clotilde romania durant llargues estades a València, on podia comptar amb l'ajuda de la seva família; mentre Joaquín es traslladava a Madrid a realitzar els seus encàrrecs.
Durant aquestes estades a València Joaquín va pintar diversos quadres com “La volta de la pesca i encara diuen que el peix és car!” en 1894. I durant les seves freqüents separacions, l'artista escrivia cartes de la seva dona que actualment formen part de l'exposició del seu Museu, i en les quals queda patent, tant l'amor de la parella com l'important que era per a tots dos la professió del pintor i el seu èxit en ella.

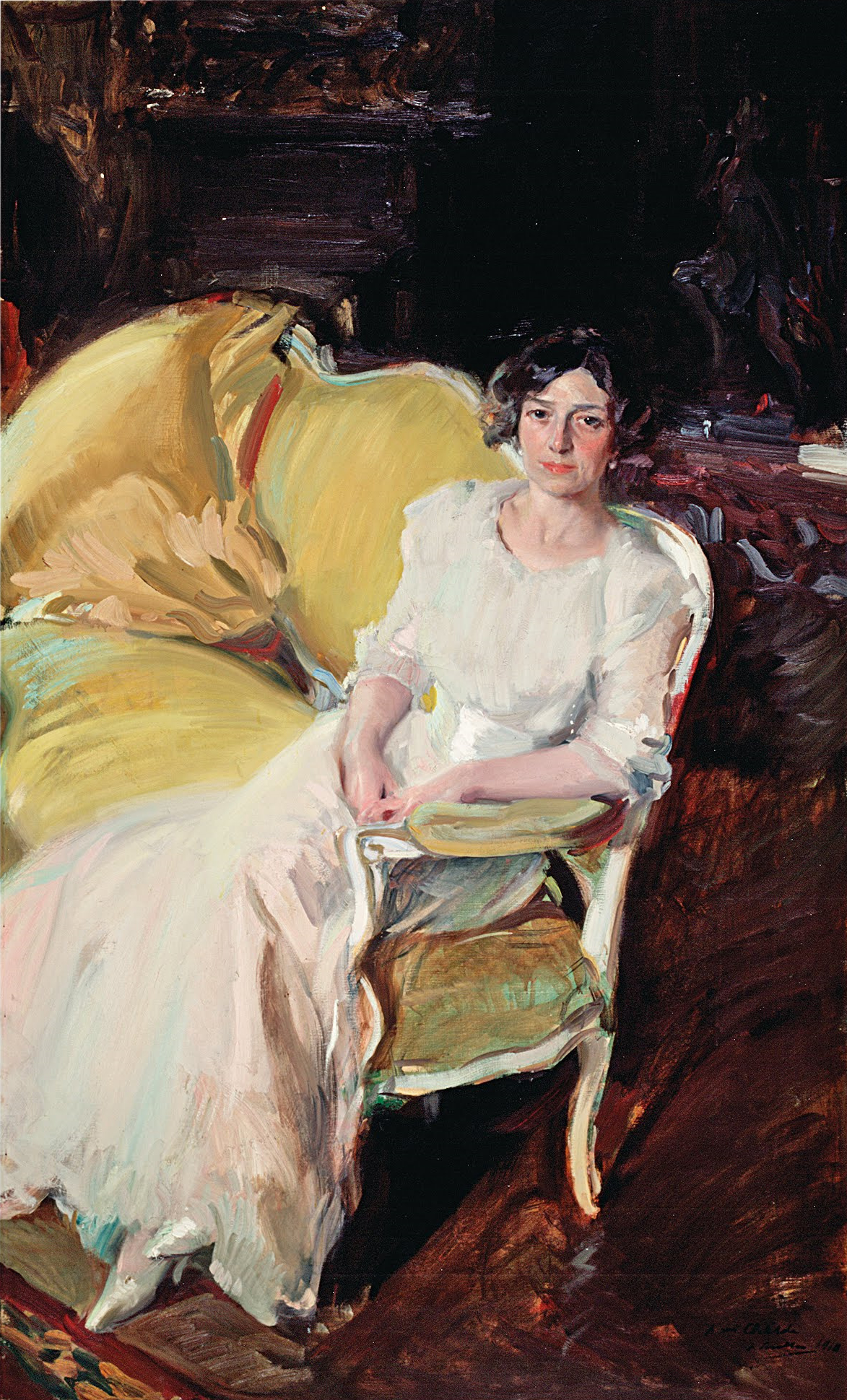
Joaquim Sorolla, Clotilde asseguda en un sofà, 1910

En 1895 neix, també a València la tercera filla del matrimoni, Elena; i Sorolla estava a París. És per això que al seu torn pinta el quadre Mare, que va acabar en 1900.
En 1904 la família es trasllada a una casa amb jardí al carrer Miguel Ángel de Madrid. En aquesta època Clotilde ja havia començat a prendre les regnes de l'administració, no només de la llar, si no que realitzava tot el treball relacionat amb les activitats del seu marit. Li organitzava les exposicions, portava la comptabilitat de la seva activitat laboral, etc. Va organitzar la primera exposició d'individual de Sorolla a París.
En 1907, en diagnosticar a la petita María Clotilde Sorolla una tuberculosi, Clotilde i els nens es traslladen, temporalment a El Pardo. Aquest trasllat i les cures que requeria la petita van fer que Clotilde no pogués ajudar a l'organització de la segona exposició individual de Sorolla, que va tenir lloc a Berlín, Dusseldorf i Colònia; i que no va obtenir l'èxit previst.
En 1909, Clotilde, al costat de tota la família, va viatjar a Nova York per a l'exposició amb la qual s'inaugurava la Hispanic Society de Nova York sota els auspicis de Archer Milton Huntington.
Aquest anar i venir de tota la família a diferents llocs, punt d'Espanya com de l'estranger, es va repetir amb freqüenta, unes vegades per ultimar els preparatius de noves exposicions; altres vegades per estar al costat de l'artista mentre preparava els quadres de les seves properes exposicions.
Mentre a Madrid, s'iniciaven les obres de la nova casa familiar, aquesta vegada al carrer General Martínez Campos, que es convertiria a la seu de l'actual Museu Sorolla.
En 1911 Clotilde viatja amb el seu marit a Chicago i Saint Louis per presentar l'exposició Joaquín Sorolla i Bastida.
En 1913, el seu fill Joaquín, que estudiava a Londres, va tenir un accident de moto, i Clotilde, acompanyada de la seva filla Elena, però sense Sorolla, es va traslladar a Londres per cuidar-ho. En els anys successius segueixen els trasllats i viatges a diferents llocs, i mentre es produeix, d'una banda, les noces de la seva filla María amb Francisco Pons Arnau; i una mica més tard la malaltia i mort de la mare de Clotilde, la qual cosa va fer que es traslladessin durant un temps a València, des de Sevilla (lloc on havien establert, pel treball de Sorolla, la seva residència).
En 1918 Clotilde va sofrir la mort del seu pare; i dos anys després, en 1920, Sorolla sofreix una hemiplegia mentre pintava el retrat de la dona de Ramón Pérez d'Ayala. Clotilde se centra en la cura del seu marit, i és el seu fill Joaquín el que s'encarrega del muntatge de l'exposició següent, que era a Nova York.
Clotilde, al costat de Sorolla es trasllada a Cercedilla perquè el pintor pogués recuperar-se millor, però finalment mor tres anys després.
A partir de la mort de Sorolla, Clotilde continua el seu treball com a administradora de l'obra del seu marit.
Clotilde va ser la gran inspiració per Sorolla i a través dels quadres que li va pintar, l'artista reflecteix la seva vida familiar i també el món elegant de la burgesia.
Clotilde és per Sorolla a més la seva dona i mare dels seus fills, el sinònim d'elegància i classe.
Després de la mort del seu marit, Clotilde decideix cedir l'obra de Sorolla i la seva casa a l'Estat espanyol. D'aquesta forma converteix a Sorolla en un bé de la nació i a la seva família en els seus primers benefactors. A més, amb la seva obstinació va aconseguir que els seus fills cedissin també els seus quadres.